# セントジョン・カピステール教区
セントジョン・カピステール教区（英語: Saint John Capisterre Parish）は、セントクリストファー・ネイビスのセントクリストファー島にある行政教区のひとつ。島の北部に位置している。面積は24.8平方キロメートル、人口は2,962人（2011年国勢調査）。
教区西部にあるディエップベイ・タウンは16世紀にフランスが建設したことで知られ、18世紀初めまでは一帯がフランス領カペステール植民地（フランス語: Capesterre）であった。イギリスが併合した後に言語変化によってカピステール（Capisterre）と呼ばれるようになったが、現在でもまれにフランス語呼称が用いられる場合がある。例えばアメリカ合衆国の中央情報局（CIA）が刊行しているザ・ワールド・ファクトブックでは、2001年よりセントジョン・カペステール教区（Sain John Capesterre）へ変更している。

## 主要都市
セントクリストファー・ネイビスの行政教区には行政中心地が存在しない。
- ディエップベイ・タウン（英語版）（Dieppe Bay Town）
- サドラーズ（Saddlers）
- タバネークル（英語版）（Tabernacle）